# トゥドゥック駅
トゥドゥック駅（ベトナム語：Ga Thủ Đức / Ga 守德?）はベトナム社会主義共和国ホーチミン市トゥドゥック市に位置するホーチミン地下鉄の駅である。

## 路線
ホーチミン地下鉄
1号線

## 隣の駅
ホーチミン地下鉄
1号線
ビンタイ駅 - トゥドゥック駅 - ハイテクパーク駅